# 자유 소프트웨어 운동
자유 소프트웨어 운동(영어: Free Software Movement)은 소프트웨어 사용자를 위해 소프트웨어를 실행하고, 연구하고, 수정하고, 복사본을 공유하는 자유를 얻고 보장하는 것을 목표로 하는 사회 운동이다. 자유 소프트웨어의 네 가지 필수 자유와 같은 요건을 충족하는 소프트웨어는 자유 소프트웨어라고 불린다.
1970년대 해커 문화 및 학계 구성원들의 전통과 철학을 바탕으로 했지만, 리처드 스톨먼은 1983년 GNU 프로젝트를 시작하며 이 운동을 공식적으로 시작했다. 스톨먼은 나중에 1985년 이 운동을 지원하기 위해 자유 소프트웨어 재단을 설립했다.

## 철학
자유 소프트웨어 운동의 철학은 프로그래머와 컴퓨터 사용자 간의 협업을 증진하는 것에 기반을 둔다. 이 과정은 사유 소프트웨어를 거부하고 자유 소프트웨어를 장려할 필요가 있다. 스톨먼은 이러한 행동이 기술 발전을 방해하지 않을 것이라고 말한다. 그는 "시스템 프로그래밍 노력의 낭비적인 중복은 피할 수 있을 것이다. 이 노력은 대신 최신 기술을 발전시키는 데 사용될 수 있다"고 언급했다.
자유 소프트웨어 운동의 구성원들은 모든 소프트웨어 사용자가 자유 소프트웨어의 정의에 명시된 자유를 가져야 한다고 믿는다. 구성원들은 이러한 자유를 금지하거나 방해하는 것은 부도덕하며, 소프트웨어 사용자가 서로 돕고 자신의 기술을 통제할 수 있는 커뮤니티를 만드는 데 필수적이라고 생각한다. 사유 소프트웨어와 관련하여, 일부는 사유 소프트웨어에 사용할 수 있는 비즈니스 모델의 수익성 증가와 기술적 기능 및 편의성을 들어 엄격히 부도덕하지는 않다고 믿는다.
자유 소프트웨어 재단은 프로그래머가 소프트웨어에 가해진 수정을 반영하도록 매뉴얼을 업데이트할 수 있어야 하므로 모든 소프트웨어에는 자유 문서화가 필요하다는 원칙을 지지한다. 이 운동 내에서 FLOSS 매뉴얼 재단은 그러한 문서화를 제공하는 데 특화되어 있다.

## 행동

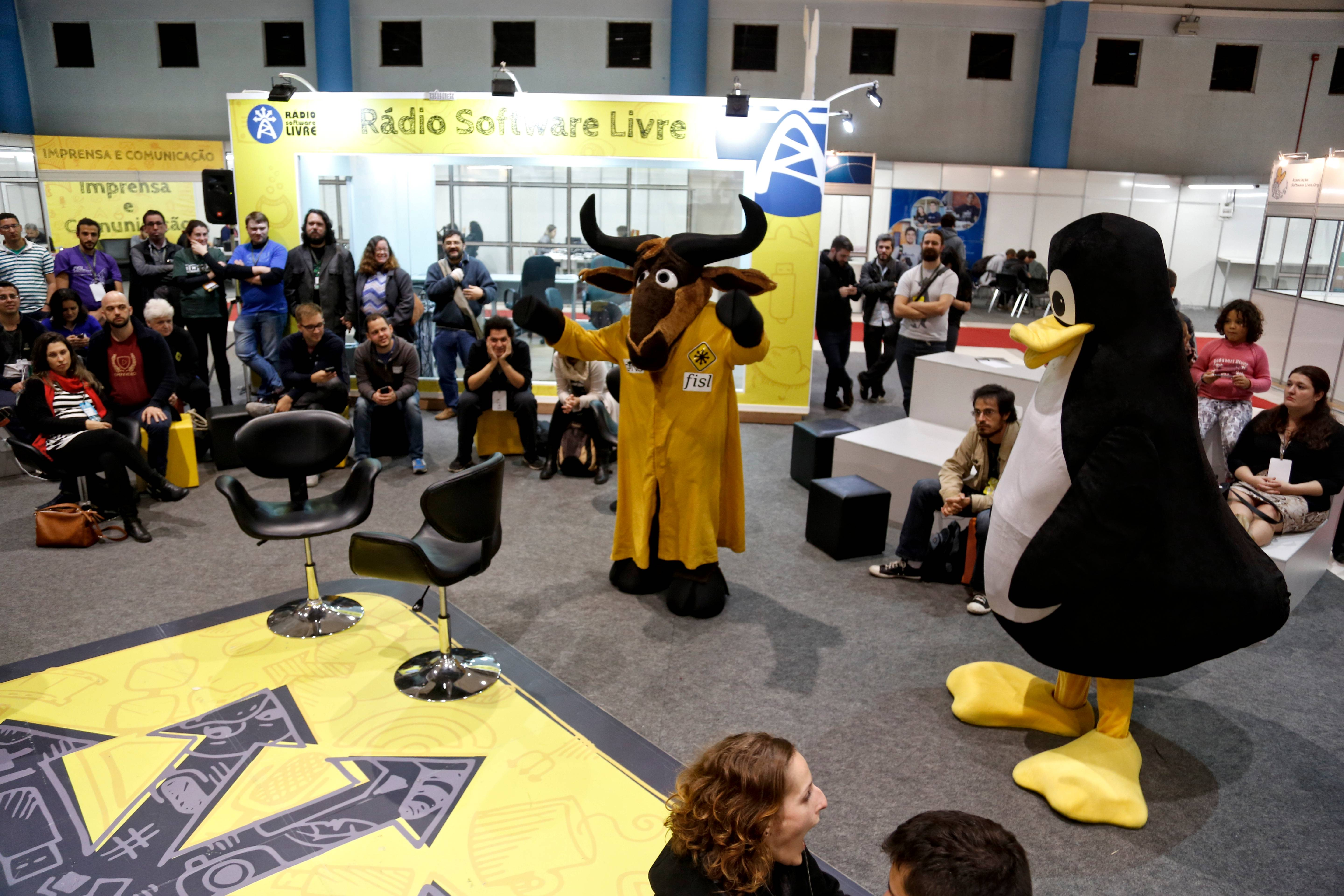
FISL 16에서 자유 소프트웨어 지지자들 주변의 GNU 및 턱스 마스코트

### 자유 소프트웨어 작성 및 보급
자유 소프트웨어 운동의 핵심 작업은 소프트웨어 개발에 집중되어 있다. 자유 소프트웨어 운동은 또한 사유 소프트웨어를 거부하며, 자유 소프트웨어의 자유를 제공하지 않는 소프트웨어는 설치하지 않는다. 스톨먼에 따르면, "소프트웨어 분야에서 사유 프로그램의 무단 복사보다 더 나쁜 것은 사유 프로그램의 승인된 복사이다. 왜냐하면 이는 사용자 공동체 전체에 동일한 해를 끼치고, 게다가 일반적으로 이 악의 가해자인 개발자가 이익을 얻기 때문이다."

### 인식 제고
자유 소프트웨어 운동의 일부 지지자들은 연설을 하거나, 소프트웨어 관련 컨퍼런스에서 부스를 운영하여 소프트웨어 자유에 대한 인식을 높인다. 이는 자유 소프트웨어를 받았지만 그것이 자유 소프트웨어라는 것을 알지 못하는 사람들이 나중에 비자유 대체품을 수용하거나 자유 소프트웨어가 아닌 소프트웨어를 추가할 것이기 때문에 중요하다고 여겨진다.

## 조직

### 아시아
- 인도 자유 소프트웨어 운동
- 국제 자유 및 오픈 소스 소프트웨어 센터 (ICFOSS)

### 아프리카
- 아프리카 자유 소프트웨어 및 오픈 소스 재단

### 북아메리카
- 자유 소프트웨어 재단
- 소프트웨어 자유 법률 센터

### 남아메리카
- 자유 소프트웨어 재단 라틴 아메리카
- 소프트웨어 리브레 브라질

### 유럽
- 자유 소프트웨어 재단 유럽
- 프라마소프트
- 아일랜드 자유 소프트웨어 조직

### 오스트레일리아
- 자유 소프트웨어 오스트레일리아

## 법률 및 정부
소프트웨어 특허와 저작권법 확장에 반대하는 많은 로비 활동이 이루어졌다. 다른 로비는 정부 기관 및 정부 자금 지원 프로젝트에 의한 자유 소프트웨어 사용에 직접 초점을 맞춘다.

### 아시아

#### 중국
1997년 6월, 중국 소프트웨어 산업 협회 산하의 자유 소프트웨어 연구, 응용 및 개발 협회가 베이징에 설립되었다. 이 조직을 통해 freesoft.cei.gov.cn 웹사이트가 개발되었지만, 현재 이 웹사이트는 미국 내 IP 주소에서는 접근할 수 없다. 중국에서 오픈 소스 소프트웨어인 리눅스의 사용은 정부 및 교육 기관을 넘어 금융 기관, 통신 및 공공 보안과 같은 다른 조직으로 확장되었다. 여러 중국 연구자들은 중국에서 FOSS의 존재가 마이크로소프트의 존재에 도전하는 데 중요하다고 주장했으며, 중국공정원의 니광난(Ni Guangnan)은 "마이크로소프트 윈도우의 독점은 세계 다른 어떤 곳보다 중국에서 더 강력하다"고 언급했다. 푸단 대학의 수학 교수인 이 저우(Yi Zhou) 또한 "수년간 중국 정부의 FLOSS 조달이 마이크로소프트로 하여금 오피스 소프트웨어 가격을 실질적으로 인하하도록 강요했다"고 주장했다.

#### 인도
인도 정부는 2015년에 정부 내에서의 채택을 추진하기 위해 인도 정부를 위한 오픈 소스 소프트웨어 채택 정책을 발표했다. 인도를 소프트웨어 제품 국가로 변모시키려는 비전을 가지고, 2019년 소프트웨어 제품 국가 정책이 정부에 의해 승인되었다.

#### 파키스탄
자유 및 오픈 소스 소프트웨어(FOSS)는 정보 기술 연합에 의해 설립된 파키스탄과 같은 국가에 매우 중요하다. 파키스탄의 경우, 파키스탄 소프트웨어 수출 위원회(PSEB)는 소프트웨어 불법 복제를 억제하는 것 외에도 다양한 정부 부서에서 FOSS 사용의 생성 및 옹호를 지원한다. FOSS 채택 촉진은 필수적이지만, 정부 부서의 뇌물 수수 및 부패를 포함한 사유 소프트웨어 반경쟁 관행의 문제와 함께 나타난다. 파키스탄은 학교 및 대학의 커리큘럼에 오픈 소스 솔루션 사용을 도입하는 데 주력하고 있다. 이는 정보 통신 기술과 관련하여 정치적, 민주적, 사회적 다양성 측면에서 FOSS의 독특성 때문이다.

### 북아메리카

#### 미국
미국에서는 주 정부 기관의 자유 소프트웨어 사용을 장려하는 법안을 주 차원에서 통과시키려는 노력이 있었다.
2022년 1월 11일, 뉴햄프셔 의회에서 두 개의 법안이 발의되었다. 첫 번째 법안인 "HB 1273"은 뉴햄프셔 민주당 의원 에릭 갤러거가 발의했으며, 이 법안은 "주 기관에서 사용하는 사유 소프트웨어를 자유 소프트웨어로 교체하는 것"을 우선시했다. 갤러거는 제안된 법안이 "자유 소프트웨어"와 "오픈 소스 소프트웨어"를 어느 정도 구별하는 데 도움이 될 것이며, 이 두 가지를 주 규제에 포함시킬 것이라고 밝혔다. 두 번째 법안인 "HB 1581"은 그래프턴 공화당 의원 렉스 베레즈니가 제안했다. 이 법안은 "주 기관이 사유 소프트웨어를 사용하도록 강제하는 요건"을 복원할 것이었으며, 렉스가 언급했듯이 "가장 효과적인 솔루션일 때" 그렇게 할 것이었다. 그는 또한 그 요건이 2012년부터 2018년 사이에 발생했다고 말했다. 콘코드 모니터에 따르면, 뉴햄프셔 주는 이미 "자유롭게 살거나 죽으라"는 관점을 가진 "번성하는 오픈 소스 소프트웨어 공동체"를 가지고 있었지만, 그들은 그 개념을 주에 적용하는 데 어려움을 겪었다.

### 남아메리카

#### 페루
에드가르 다비드 비야누에바와 자크 로드리치 아커만 국회의원은 "공공 행정 분야의 자유 소프트웨어"에 관한 법안 1609호를 도입하여 페루에 자유 소프트웨어를 도입하는 데 중요한 역할을 했다. 이 사건은 마이크로소프트 페루의 관심을 끌었고, 그곳의 총책임자는 비야누에바에게 편지를 썼다. 그의 답변은 전 세계적인 관심을 받았으며, 정부에서 자유 소프트웨어 사용을 선호하는 고전적인 논증으로 평가된다.

#### 우루과이
우루과이는 국가가 자유 소프트웨어에 우선순위를 두도록 요구하는 법을 제정했다. 또한 정보가 개방형 형식으로 교환되어야 한다고 요구한다.

#### 베네수엘라
베네수엘라 정부는 2006년 1월 자유 소프트웨어 법을 시행했다. 법령 제3,390호는 모든 정부 기관이 2년 동안 자유 소프트웨어로 전환하도록 의무화했다.

### 유럽
Publiccode.eu는 공공 부문을 위해 공적 자금으로 개발된 소프트웨어가 자유-오픈 소스 소프트웨어 라이선스 하에 공개적으로 제공되도록 요구하는 법안을 요구하는 캠페인이다. 공적 자금이라면 공공 코드여야 한다.

#### 프랑스
프랑스 국가헌병대와 프랑스 국민의회는 오픈 소스 운영 체제인 리눅스를 활용한다.

#### 영국
Gov.uk는 "GOV.UK 건설에 사용된 주요 구성 요소, 도구 및 서비스" 목록을 유지한다.[title needed]

## 행사
전 세계에서 열리는 자유 소프트웨어 행사는 자유 소프트웨어 프로젝트의 가시성을 높이고 협력을 촉진하기 위해 사람들을 연결한다.

## 경제학
자유 소프트웨어 운동은 비주류 경제학의 관점을 포함하여 경제학적 방법론을 사용하여 광범위하게 분석되어 왔다. 경제학자들에게 특히 흥미로운 점은 자유 소프트웨어 운동의 프로그래머들이 재정적 보상 없이도 기꺼이 일한다는 점이다.
1998년 기사 "하이테크 선물 경제"에서 리처드 바브룩은 당시 초기 단계였던 자유 소프트웨어 운동이 취미와 인터넷에서의 경제적 희소성의 부재를 바탕으로 한 선물 경제로의 회귀를 나타낸다고 제안했다.
가브리엘라 콜먼은 프로젝트 기여에 대한 보상 형태로 금전적 동기보다 자유 소프트웨어 커뮤니티 내에서의 인정, 존중, 그리고 명예의 중요성을 강조했다.
스웨덴의 마르크스주의 경제학자 요한 쇠데르베리(Johan Söderberg)는 자유 소프트웨어 운동이 자본주의에 대한 완전한 대안을 제시하며, 이를 확장하여 후노동 사회를 만들 수 있다고 주장했다. 그는 지식 재산권과 사유재산을 조작하여 상품을 대중에게 제공하는 것과 노동과 즐거움의 철저한 혼합이 자유 소프트웨어 운동을 공산주의 경제로 만든다고 주장한다.

## 하위 그룹 및 분열
시작부터 자유 소프트웨어 운동 내의 많은 FLOSS 조직(FSF, OSI, 데비안, 모질라 재단, 아파치 재단 등) 사이에 지속적인 논쟁이 있었으며, 주요 갈등은 창립 가치와 철학을 고수하기보다는 조직의 타협과 실용주의에 대한 필요성을 중심으로 이루어졌다.

### 오픈 소스
오픈 소스 이니셔티브 (OSI)는 1998년 2월 에릭 레이먼드와 브루스 페렌스가 "오픈 소스 소프트웨어"를 자유 소프트웨어의 대체 용어로 홍보하기 위해 설립되었다. OSI는 "자유 소프트웨어"라는 용어의 인식된 단점과 모호성을 해결하고, 자유 소프트웨어의 초점을 사회적 및 윤리적 문제에서 벗어나 오픈 소스를 소프트웨어 개발을 위한 우수한 모델로 강조하는 데 목표를 두었다. 후자는 에릭 레이먼드와 리누스 토르발스의 견해가 되었고, 브루스 페렌스는 오픈 소스가 새로운 브랜드로 자유 소프트웨어를 대중화하기 위한 것이며 기본적인 윤리 원칙으로 돌아가야 한다고 주장했다.
일부 자유 소프트웨어 지지자들은 "자유 및 오픈 소스 소프트웨어"(FOSS) 또는 "자유/자유 및 오픈 소스 소프트웨어"(FLOSS)라는 용어를 포괄적인 타협의 형태로 사용하여 자유 및 오픈 소스 소프트웨어 지지자들이 프로젝트에 일관성 있게 협력하도록 한다. 일부 사용자들은 이것이 소프트웨어에 대한 사용자의 자유와 오픈 소스 개발 모델의 실용적인 효율성을 동시에 증진시키는 이상적인 해결책이라고 믿는다. 이러한 견해는 OSI 승인 라이선스 및 자체 공인 오픈 소스 프로그램의 대부분이 자유 소프트웨어 형식과도 호환된다는 사실로 인해 더욱 강화된다.
자유 소프트웨어와 오픈 소스 소프트웨어는 종종 함께 연결되지만, 두 가지 별개의 아이디어와 가치를 제공한다. 리처드 스톨먼은 오픈 소스를 "아무것도 주장하지 않는" "비운동"이라고 언급했다.
"오픈 소스"는 소프트웨어의 개방성을 윤리적 딜레마가 아닌 실용적인 문제로 다룬다. 비자유 소프트웨어가 최선의 해결책은 아니지만 그럼에도 불구하고 해결책이 될 수 있다는 것이다. 자유 소프트웨어 운동은 자유 소프트웨어를 도덕적 의무로 간주한다. 즉, 사유 소프트웨어는 거부되어야 하며, 컴퓨팅 기술이 일반 대중에게 이익이 되도록 오직 자유 소프트웨어만이 개발되고 교육되어야 한다고 본다.
운동의 가치와 목표가 다르지만, 자유 소프트웨어 운동과 오픈 소스 이니셔티브 간의 협력은 실질적인 프로젝트에서 이루어졌다. 2005년까지 리처드 글래스(Richard Glass)는 이러한 차이를 "심각한 균열"로 보았지만, "균열의 양측에 있는 사람들에게는 매우 중요하지만" "소프트웨어 공학적 관점에서 이 운동을 연구하는 다른 누구에게도 중요하지 않다"고 보았다. 왜냐하면 그들이 "이 분야에 거의 영향을 미치지 않았기" 때문이다.

## 비판 및 논쟁

### 원칙적 타협
에릭 레이먼드는 자유 소프트웨어 운동이 진행되는 속도를 비판하며, 장기적인 이득을 위해 일시적인 타협이 이루어져야 한다고 제안한다. 레이먼드는 이것이 소프트웨어에 대한 인식을 높여 관련 표준 및 법규에 대한 자유 소프트웨어 운동의 영향력을 증가시킬 수 있다고 주장한다.
반면에 리처드 스톨먼은 현재의 타협 수준을 더 큰 우려의 원인으로 본다.

### 프로그래머 수입
스톨먼은 이것이 사람들이 "자유(free)"에 대한 오해를 갖는 부분이라고 말했다. 즉, 프로그래머가 제안된 프로젝트에 대한 비용을 요청하거나 자유 소프트웨어 사본에 대한 비용을 청구하는 것은 잘못이 없다는 것이다. 사용자의 사용 결정에 대한 제한과 통제가 자유의 실제 침해이다. 스톨먼은 창의성을 표현하는 즐거움 자체가 보상이 되므로 어떤 경우에는 금전적 동기가 필요하지 않다고 주장한다. 반대로, 스톨먼은 자유 소프트웨어 프로젝트를 위해 자금을 모으는 것이 쉽지 않다는 것을 인정한다.

### "바이러스성" 카피레프트 라이선스
자유 소프트웨어 운동은 카피레프트 라이선스 스키마(종종 경멸적으로 "바이러스성 라이선스"라고 불림)를 옹호한다. 가장 강력한 형태의 카피레프트는 카피레프트 라이선스가 적용된 소프트웨어에서 파생된 모든 작업도 카피레프트 라이선스를 가져야 한다고 규정하므로, 라이선스가 컴퓨터 바이러스가 기계에서 기계로 퍼지듯이 작업에서 작업으로 퍼진다. 스톨먼은 이전에 GNU 일반 공중 사용 허가서를 "바이러스성"이라고 묘사하는 것에 반대한다고 밝혔다. 이러한 라이선스 조건은 저작권을 주장함으로써만 강제할 수 있다.
카피레프트 라이선스에 대한 비판자들은 특히 MIT, BSD, 아파치 라이선스와 같은 대안이 더 허용적인데도 불구하고, 수정 제한이 자유 소프트웨어 운동이 강조하는 다양한 "자유"와 일치한다는 생각에 이의를 제기한다. 지지자들은 카피레프트 작업이 일반적으로 비자유 소프트웨어 프로젝트에 통합될 수 없다는 보장을 즐긴다. 그들은 카피레프트 라이선스가 모든 용도에 적용되지 않을 수 있으며, 어떤 경우든 개발자는 카피레프트 라이선스 소프트웨어를 사용하지 않도록 선택할 수 있다고 강조한다.

### 라이선스 확산 및 호환성
FLOSS 라이선스 범람은 FLOSS 프로젝트 간의 소스 코드 재사용을 제한하고 복잡하게 만드는 라이선스 호환성 고려 사항이 증가하기 때문에 FLOSS 도메인에서 심각한 문제이다. OSI와 FSF는 자체적으로 수십 개의 기존 및 허용 가능한 FLOSS 라이선스 목록을 유지한다. 대부분의 사람들 사이에는 새로운 라이선스 생성을 최소화하고 생성된 라이선스는 주요 기존 FLOSS 라이선스와 호환되도록 만들어야 한다는 합의가 있다. 따라서 2007년 GNU GPLv2에서 GNU GPLv3로의 업데이트에 대해 강한 논쟁이 있었다. 업데이트된 라이선스가 이전 버전과 호환되지 않았기 때문이다. 몇몇 프로젝트(주로 오픈 소스 진영, 예를 들어 리눅스 커널)는 GPLv3를 채택하지 않기로 결정한 반면, 거의 모든 GNU 프로젝트 패키지는 이를 채택했다.

## 같이 보기
- GNU 선언문